# Жіноча інтуїція 2
«Жіноча інтуїція 2» (рос. «Женская интуиция 2») — український художній фільм 2005 року режисерки Оксани Байрак, продовження кінофільму 2003 року «Жіноча інтуїція».

## Сюжет
Інга зробила пластичну операцію і несподівано вирішила повернути стару любов. Вона знову починає добиватися чоловіка своєї мрії. Через дурне непорозуміння Лілія посварилася зі своїм чоловіком Михайлом. У Олександра і Дарії все складається якнайкраще, Дарія вагітна (але поки не говорить про це Олександри). При всьому цьому жінки намагаються допомогти влаштувати особисте життя і вирішити проблеми одна одній, що призводить до різних, часом комічних, ситуацій. Але щастя затьмарюють ревнощі, коли Олександр бачить свою дружину з колишнім хлопцем, якого вона зустріла випадково. З цього моменту почнуться сварки, недовіра і докори.
Олександр вирішує провести канікули удвох з дочкою в романтичному місці в Парижі, де живе її мати. А Дарія тим часом випадково знайомиться з молодим чоловіком в кафе, у якого теж проблеми в особистому житті, і ось вони вже двоє знайшли спільну мову. Сімейна ідилія розтанула, як дим. Чи зможуть героїні подолати труднощі розуміння, навчитися прощати і довіряти одне одному?

## У ролях
| Актор                   | Роль                                                |
| ----------------------- | --------------------------------------------------- |
| Оля Погодіна            | Дарія                                               |
| Римма Зюбіна            | Лілія                                               |
| Алла Масленникова       | Інга                                                |
| Анастасія Зюркалова     | Марія                                               |
| Олександр Дяченко       | Олександр                                           |
| Володимир Горянський    | Георгій (пластичний хірург, перший чоловік Інги)    |
| Костянтин Костишин      | Аскольд (пластичний хірург, четвертий чоловік Інги) |
| Андрій Чернишов         | Максим                                              |
| Михайло Єфремов         | Михайло (чоловік Лілії)                             |
| Лідія Федосєєва-Шукшина | Елеонора Михайлівна                                 |
| Віталій Лінецький       | Гела                                                |
| Михайло Дорожкін        | співробітник клініки                                |

## Знімальна група
- Авторки сценарію: Олена Арбузова, Оксана Байрак
- Режисерка — Оксана Байрак
- Оператор — Віталій Коневцов
- Композитор — Валерій Тишлер